# Client Access License
Die Client Access License (CAL; deutsch Clientzugriffslizenz) ist eine besondere Form des Lizenzmanagements, die hauptsächlich für Microsoft-Produkte verwendet wird.

## Funktionsweise
Um auf einen Server zugreifen zu können, müssen dabei nicht nur für das Betriebssystem des Servers und Clients selbst Lizenzen bezogen werden, sondern auch Client Access Licenses erworben werden, durch die der Server lizenzrechtlich autorisiert wird, Clientverbindungen anzunehmen.
Als Beispiel: Auf einen Windows Server 2022, für den insgesamt 15 Benutzer-CAL-Lizenzen gekauft wurden, dürfen insgesamt 15 einzelne Benutzer auf den Server zugreifen.
Eine CAL-Lizenz wird benötigt, sobald auf Serverdienste zugegriffen wird, wie beispielsweise Dateifreigaben oder Druckerdienste. Sobald ein Remotezugriff auf den Server vorgenommen wird (beispielsweise mittels der Remotedesktopverbindung), ist eine sogenannte RDS-CAL-Lizenz erforderlich, wobei die Lizenzierung auch hier wieder pro Gerät oder Nutzer vorgenommen werden kann. Eine RDS-CAL-Lizenz ist auch für Drittanbieterlösungen erforderlich, die Remote-Desktop-Funktionen bereitstellen.

## Varianten
Es gibt dabei zwei Lizenzierungsmöglichkeiten: entweder können die Lizenzen pro Gerät (Client) erworben werden, sodass beliebige Nutzer dieses Gerätes auf Serverdienste zugreifen können, oder die Lizenzen werden pro Nutzer (User) erworben, wodurch ein Nutzer von jedem beliebigen Gerät aus Serverdienste nutzen kann.
Bei Gerätelizenzen dürfen eine unbegrenzte Anzahl Nutzer vom gleichen Gerät auf den Server zugreifen – bei Nutzerlizenzen darf ein einziger Benutzer von einer unbegrenzten Anzahl Geräte auf den Server zugreifen.